# Río Vazuza
El río Vazuza (del ruso: Вазуза) es un río de Rusia, afluente de orilla derecha del Volga. Atraviesa los óblast de Smolensk y de Tver. Las localidades más importantes que atraviesa en su curso son Sychiovka y Zubtsov, donde se une al Volga.

## Geografía

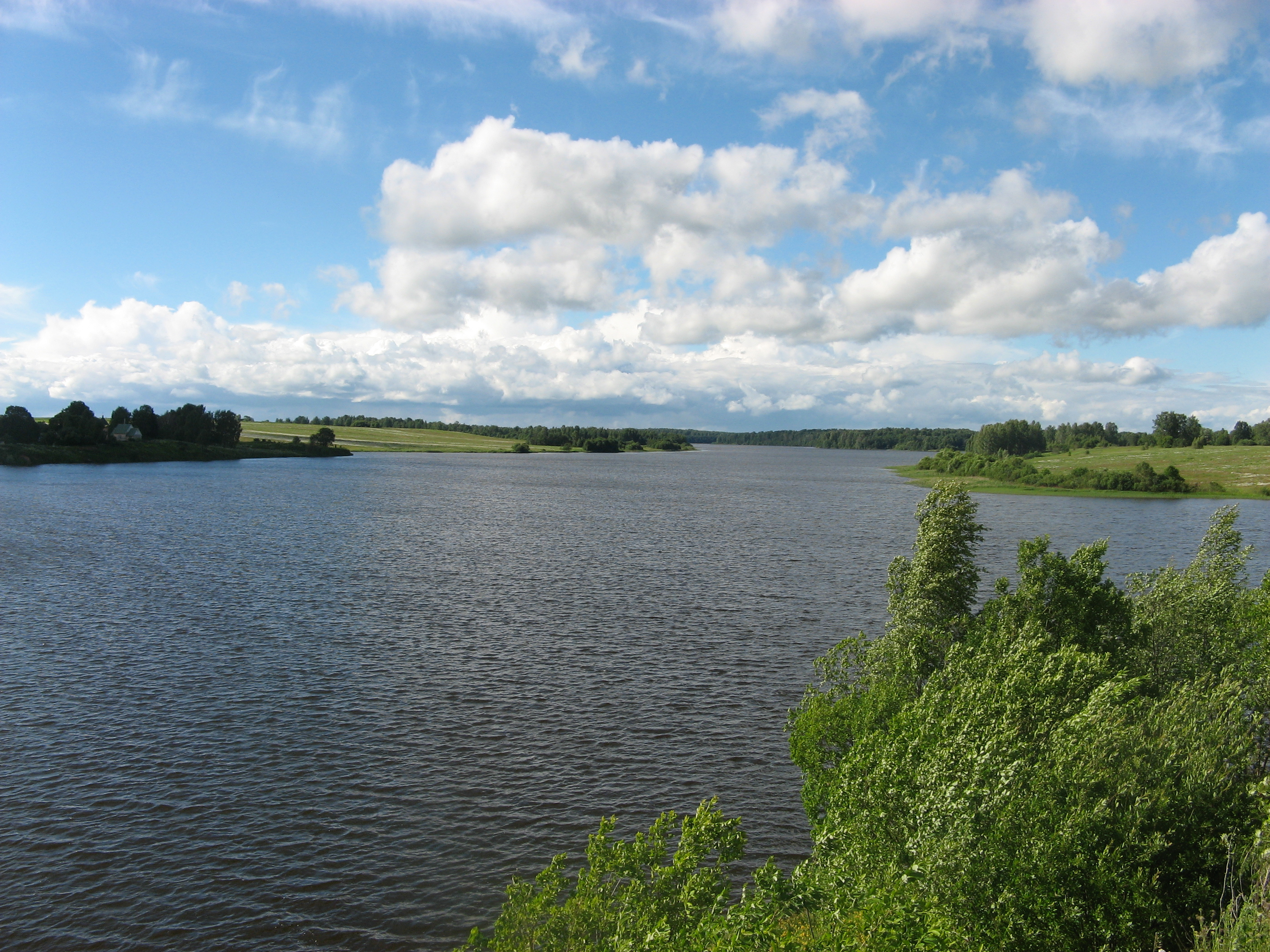
Embalse del Vazuza.

Nace en las vertientes septentrionales de las alturas de Smolensk, cerca de la población de Dobryshi. Desde aquí discurre en dirección norte por un paraje de campos y bosques. Cuenta con una longitud de 162 km y riega una cuenca de 7120 km². 
Aproximadamente en la mitad de su recorrido se necuntra la ciudad de Sychiovka. Desde aquí, su curso inferior corresponde al embalse de Vazuza (del ruso: Вазузское водохранилище) de unos 97 km², durante unos 77 km. A unos 2 km al sudoeste de Zubtsov acaba el embalse. 
El río Vazuza permanece congelado generalmente desde noviembre a abril.